# Chiesa del Beato Cardinale Ferrari
La chiesa del Beato Cardinale Ferrari è un luogo di culto cattolico di Legnano. Ultimata nel 1989, serve la decima parrocchia della città. È dedicata all'arcivescovo di Milano Andrea Ferrari.

## Storia
La chiesa fu costruita per soddisfare le esigenze del quartiere legnanese di Mazzafame, che era in piena espansione urbanistica. Il 4 settembre 1987 fu posata la prima pietra anche se i lavori partirono speditamente solo nell'aprile 1988 Fu ultimata nell'inverno 1989. L'8 giugno 1991 fu consacrata e dedicata al beato dal cardinale Carlo Maria Martini. Diventò parrocchiale il 1º febbraio 1992, con la costituzione della decima parrocchia di Legnano.

## Descrizione
L'edificio ha due navate. Quella laterale ha forma ad "L". Il corpo dell'edificio è in cemento a vista. Unitamente al tempio fu realizzato l'oratorio e, nel seminterrato della chiesa, una vasta sala per riunioni e attività. Il campanile è formato da un'architettura in ferro dove sono state posizionate quattro delle cinque campane provenienti dalla chiesa di Santa Teresa d'Avila della cascina Mazzafame.
Le opere artistiche della chiesa non sono molte, ma sono di pregevole fattura. Tra esse, va citato un mosaico in stile pompeiano realizzato sulla parete sopra l'altare, che rappresenta l'ultima cena. Nel battistero è stato collocato un gruppo ligneo di pregevole fattura. Una preziosa tela che rappresenta il cardinal Ferrari in preghiera è collocata nella navata laterale, quella a forma di "L".